# Schieren (stacja kolejowa)
Schieren (luks: Gare Schieren) – stacja kolejowa w Schieren, w Luksemburgu. Została otwarta w 1880 roku przez Chemins de fer de l’Est, operatora Société royale grand-ducale des chemins de fer Guillaume-Luxembourg.
Obecnie jest stacją Société Nationale des Chemins de Fer Luxembourgeois (CFL), obsługiwaną przez pociągi Regionalbahn (RB).

## Położenie
Znajduje się na linii 10 Luksemburg – Troisvierges, w km 44,950, na wysokości 204 m n.p.m., pomiędzy stacjami Colmar-Berg i Ettelbruck.

## Linie kolejowe
- 10 Luksemburg – Troisvierges